# 鳥居健二
鳥居 健二（とりい けんじ、1969年6月 - ）は、福岡県大牟田市出身の元A級プロボクサーである（フェザー級57.1kg）（スーパーフェザー級58.9kg）（ライト級61.2kg）（スーパーライト級63.5kg）（ウェルター級66.6kg）。鳥居ボクシング＆フィットネスジム会長。

## プロフィール
- 1990年1月結婚2月24日長女ユリア誕生3月国立有明工業高等専門学校建築学科を卒業4月セキスイハイム（株）入社　9月久留米櫛間ボクシングジム入門
- 1992年9月6日久留米市でC級プロテスト合格直後にWBA世界ライトフライ級チャンピオン井岡弘樹選手とEXマッチで対戦
- 1993年8月セキスイハイム（株）退職12月17日次女セーラ誕生12月23日熊本市でプロデビュー判定勝
- 1996年1月7日B級6回戦に昇格試合は5R.KO勝ち。1月18日三女ルナ誕生　5月11日現役のまま地元大牟田市にジムを開設
- 1999年7月鳥居健二後援会発足（荒尾市議会議員、後の熊本県議会議員の重村栄氏を後援会長に立ち上げられた）
- 1999年10月10日宗像市でA級8回戦に昇格試合はTVQ（テレビ東京系列）で全国放送されるが判定負け
- 2000年4月16日静岡県で競合選手に8R判定勝ちして全日本B級クラスランキング9位になる。
- 2001年11月11日岡山県で世界タイトルマッチの前座でA級10回戦に昇格するも判定負け。
- 2005年2月28日長男ケンシロウ誕生。7月10日西部日本ランキングで2位となり、周南市で西部日本タイトルマッチのリングに上がるが、レフリーストップ負けでチャンピオンになれず。11月21日広島市で14歳下の選手相手にメインイベントのリングに上がるも引き分け
- 2006年6月22日プロボクサー37歳定年の日に妻の地元熊本県荒尾市に二件目ジムをオープンさせ福岡県と熊本県を往復して会員指導
- 2007年9月2日熊本市で全日本新人王相手にEXマッチのリングで対戦  ・2008年5月7日熊本県ジムを福岡県ジムの2階に移転させ、ビル3階をボクシングフロア、2階をマシンフロアとしてリニューアルオープン

## プロ戦績(都合により一部抜粋)
| 試合日         | 会場     | 結果       | 備考                                          |                                                                                                |
| -------------- | -------- | ---------- | --------------------------------------------- | ---------------------------------------------------------------------------------------------- |
| 1993年12月23日 | 熊本市   | 判定勝ち   | スーパーフェザー級（58.9kg契約）4回戦 判定勝  | 3戦目の相手に敵地で（3-0）の判定勝                                                             |
| 1994年2月5日   | 北九州市 | 判定負け。 | フェザー級（57.1kg契約）4回戦 判定負け        | 1R初のダウンを奪われ（0-3）の判定負                                                            |
| 1994年4月23日  | 北九州市 | 判定負け   | フェザー級（57.1kg契約）4回戦 判定負け        | ファイタースタイルで戦い終始打ち合うが判定負け                                                 |
| 1994年12月24日 | 北九州市 | 判定勝ち   | スーパーフェザー級（58.9kg契約）4回戦 判定勝  | 前回の判定が納得できず、今度はボクサースタイルで戦い、再戦で雪辱                               |
| 1995年6月24日  | 北九州市 | 引分       | ウェルター級（66.6kg契約）4回戦 引分          | 1998年度ウェルター級西部日本新人王相手と引分                                                   |
| 1995年10月15日 | 久留米市 | 引分       | スーパーフェザー級（58.9kg契約）4回戦 引分    | 1R右フックで初のダウン奪うが終盤失速して引分                                                   |
| 1996年1月7日   | 北九州市 | KO勝ち     | スーパーフェザー級（58.9kg契約） 6回戦 KO勝   | 1R右拳を骨折するも5R左フックで初のKO勝                                                         |
| 1997年7月5日   | 飯塚市   | 判定負け   | フェザー級（57.1kg契約）6回戦 判定負          | 日本タイトルマッチセミファイナル 2R左フックで倒し5R猛攻をかけるが（1-2）の判定負               |
| 1997年12月13日 | 熊本市   | KO勝ち     | フェザー級（57.1kg契約） 4回戦 KO勝           | 3Rに2度ダウン奪いKO勝 相手はこの試合で引退                                                     |
| 1998年5月17日  | 熊本市   | 判定勝ち   | スーパーフェザー級（58.9kg契約）6回戦 判定勝  | 前試合ダウンを奪い判定負けが納得いかず再戦                                                     |
| 1998年8月16日  | 宗像市   | 判定勝ち   | スーパーライト級（62.5kg契約） 6回戦 判定勝   | 日本タイトルマッチセミファイナル 1995年度西部日本新人王相手に圧勝 相手はこの試合で引退         |
| 1999年3月14日  | 宗像市   | KO負け     | ライト級（60kg契約） 6回戦 KO負               | 1998年全日本ウェザー級新人王相手に初のKO負け 相手は2002年9月に日本フェザー級チャンピオンに輝く |
| 1999年7月18日  | 宗像市   | 判定負け   | スーパーフェザー級（58.9kg契約） 6回戦 判定負 | 1R左フックで倒すが納得のいかない判定負                                                         |
| 1999年10月10日 | 宗像市   | 判定負け   | スーパーフェザー級（58.9kg契約） 8回戦 判定負 | TVQでドキュメント放送されるも再戦は完敗                                                        |
| 1999年11月28日 | 都城市   | 判定負け   | ライト級（60kg契約） 6回戦 判定負             | 1998年西日本スーパーフェザー級新人王に判定負 しかし相手は、この試合で引退                      |
| 2000年4月16日  | 静岡     | 判定勝ち   | スーパーフェザー級（58.9kg契約） 8回戦 判定勝 | 実力者相手に敵地で圧勝 相手はこの試合で引退                                                    |
| 2000年7月17日  | 広島     | 判定勝ち   | スーパーフェザー級（58.9kg契約） 6回戦 判定勝 | 1Rは左フック、5Rは右フックで倒し判定勝。相手はこの試合で引退                                   |
| 2001年7月15日  | 岡山     | TKO負け    | ライト級（60kg契約）8回戦 TKO負               | 日本ランキング4位の選手に7Rレフリーストップ                                                    |
| 2001年11月11日 | 岡山     | 判定負け   | ライト級（60kg契約） 10回戦 判定負            | 世界タイトルマッチの前座で初の10回戦 9戦全勝の相手                                             |
| 2002年9月29日  | 熊本     | 引分       | ライト級（61.2kg契約） 6回戦 引分             | 2001年度ライト級西日本新人王相手に引分                                                         |
| 2003年3月24日  | 東京     | 判定負け   | スーパーライト級（62kg契約） 8回戦 判定負     | 日本ランキング6位の選手に判定まで粘る 相手は次戦KO勝ちで日本チャンピオンに輝く                 |
| 2003年7月14日  | 東京     | TKO負け    | ライト級（61.2kg契約） 8回戦 TKO負            | 日本ランキング8位の選手に最終回出血負け                                                        |
| 2005年7月10日  | 周南     | TKO負け    | スーパーフェザー級（58.5kg契約） 8回戦 TKO負  | 西部日本タイトルマッチはレフリーストップ負け                                                   |
| 2005年11月21日 | 広島     | 引分       | スーパーフェザー級 （58.9kg契約） 6回戦 引分  | ラストファイトは不完全燃焼の引分け                                                             |